# Filippo Randazzo
 Filippo Randazzo (né le 27 avril 1996 à Caltagirone) est un athlète italien, spécialiste du saut en longueur.

## Carrière
En 2015, il remporte la médaille de bronze lors des Championnats d'Europe juniors à Eskilstuna, avec 7,74 m, son record personnel. Peu après, il remporte le titre de champion d'Italie (sénior) avec un record porté à 7,76 m. En février 2017, il remporte le titre espoirs en salle à Ancône avec 7,86 m, puis porte son record à 8,05 m,, lors des championnats nationaux en salle, en obtenant la médaille d'argent, un cm derrière Marcell Jacobs.
Le 2 juillet 2017, il remporte le titre national avec 7,95 m à Trieste, établissant son record personnel en plein air (vent + 1,1 m/s).
Le 8 septembre 2018, il confirme son titre national italien à Pescara.

## Palmarès
| Date | Compétition                       | Lieu       | Résultat | Marque |
| ---- | --------------------------------- | ---------- | -------- | ------ |
| 2013 | Championnats du monde cadets      | Donetsk    | 10e      | 7,29 m |
| 2015 | Championnats d'Europe juniors     | Eskilstuna | 3e       | 7,74 m |
| 2017 | Championnats d'Europe espoirs     | Bydgoszcz  | 2e       | 7,98 m |
| 2017 | Universiade                       | Taipei     | 7e       | 7,53 m |
| 2019 | Championnats d'Europe par équipes | Bydgoszcz  | 4e       | 8,00 m |
| 2021 | Jeux olympiques                   | Tokyo      | 8e       | 7,99 m |
| 2022 | Championnats du monde en salle    | Belgrade   | 12e      | 7,74 m |

## Records
| Épreuve          | Épreuve   | Marque | Lieu   | Date            |
| ---------------- | --------- | ------ | ------ | --------------- |
| Saut en longueur | Plein air | 8,12 m | Savone | 16 juillet 2020 |
| Saut en longueur | En salle  | 8,05 m | Ancône | 18 février 2017 |